# Pazucha
Pazucha je vesnice, část města Litomyšl v okrese Svitavy. Nachází se asi 4 km na východ od Litomyšle. V roce 2009 zde bylo evidováno 73 adres. V roce 2001 zde trvale žilo 119 obyvatel.
Pazucha je také název katastrálního území o rozloze 5,19 km2.

## Obecní správa
V letech 1921–1930 k obci patřil Strakov.

## Památky
- kaple svatého Václava